# Isabella Jeschke
Isabella Jeschke (* 9. März 1991 in Wien) ist eine österreichische Schauspielerin. Neben Theater- und Filmengagements ist sie als freischaffende Theaterschauspielerin in Wien tätig und ist Mitbegründerin des ebenfalls in Wien ansässigen E3 Ensembles.

## Leben
Isabella Jeschke arbeitet seit Abschluss ihres Schauspielstudiums 2012 als freischaffende Schauspielerin in den Bereichen Theater, Film und Performance.
Ihre Engagements als Ensemblemitglied beim aktionstheater ensemble (Martin Gruber) führten sie u. a. an das Festspielhaus Bregenz, Spielboden Dornbirn, das Werk X Wien, das Transart Festival in Bozen. 2015 erhielt die Theaterproduktion „Pension Europa“ (aktionstheater ensemble) eine Nestroy-Nominierung als Beste Off Produktion.
Seit 2017 ist sie ebenfalls Mitglied im Bernhard Ensemble und war dort in einigen Produktionen zu sehen; darunter 2018 die ebenfalls für den Nestroypreis nominierte Produktion LILIOM.CLUB von Regisseur Ernst Kurt Weigel. 
Jeschke gründete 2013 das Künstlerkollektiv E3 Ensemble und ist seither für ebendieses als künstlerische Leiterin und Schauspielerin tätig. Im selben Jahr erhielt sie für die Stückentwicklung „Zuckerwattewolken“ den Jungwildpreis. Die Serie Endzeit, in der sie in einer Nebenrolle zu sehen ist, lief auf der Diagonale 2016 und am Filmfestival Max Ophüls Preis 2016.
Seit 2014 steht sie für Independent Filmproduktionen vor der Kamera.

## Film (Auswahl)
- 2014 Endzeit, Regie Jan & Anna Groos, Max-Ophüls-Preis Festival 2016, ORF 3
- 2015 Samstag, Regie Özgür Anil, Filmakademie Wien
- 2015 Dem Himmel so nah, dem Glück so fern, Regie Günther Haiduk
- 2015 Der Abschied von Christian Gruber, Regie Maximilian Povacz und Clifford Käfinger, SAE Wien
- 2015 Die Schönheit unentdeckter Farben, Regie Mascha Peleshko, SAE Wien
- 2016 Soko Kitzbühel, Regie Martin Kinkel, ORF, ZDF

- 2017 ZINGERLE, Regie: Eric Marcus Weglehner, MA Abschlussfilm FH Salzburg, Nabis Filmgroup
- 2017 Die verlorengegangene Zeit, Regie Sebastian Bobik, Abschlussfilm SAE Wien
- 2017 Oachloch, Regie David Weinand, Abschlussfilm SAE Wien
- 2017 Stark im Kommen, Regie Jannis Brunner, Abschlussfilm FH St. Pölten
- 2017 Das Feuerzeug, Regie Felix Bachl, 1989 Film- and Mediaproductions
- 2017 Der dunkle Reigen, Regie Dominik Bücheler, MA Abschlussfilm FH Salzburg

## Theater (Auswahl)
- 2012 Wir gründen eine Partei, Regie Martin Gruber, aktionstheater ensemble, Spielboden Dornbirn
- 2013 Schutt, Regie Susanne Mitterer, Pygmalion Theater Wien
- 2013 Fette Männer im Rock, E3 Ensemble, Palais Kabelwerk Wien
- 2014 Othello, Regie Kenneth George, Gallus Theater Frankfurt
- 2014 Pension Europa, Regie Martin Gruber, aktionstheater Ensemble, Festspielhaus Bregenz, Werk X Wien
- 2015 Zuckerwattewolken, Regie Thomas Weilharter, WUK Wien
- 2015 Riot Dancer, Regie  Martin Gruber, aktionstheater ensemble, Festspielhaus Bregenz, Nestroyhof Hamakom
- 2016 Jeder gegen Jeden, Regie Martin Gruber, aktionstheater ensemble, Festspielhaus Bregenz, WERK X Wien
- 2016 We want this to be something special, Regie: Gerald Walsberger, Theater Drachengasse
- 2016 Nach dem Ende, Regie Susanne Mitterer, Theater Experiment Wien
- 2016 Fieber fressen, Regie Jeschke, Weilharter, Theater Drachengasse Wien, Newcommer Wettbewerb Finale
- 2017 Swing,  dance to the right, Regie Martin Gruber, aktionstheater ensemble, Spielboden Dornbirn
- 2017 TAXI.SPEIBER, Regie Ernst Kurt Weigel, bernhard ensemble, Das Off Theater White Box
- 2017 Betrogen, Regie: Özgür Anil, Filmakademie Wien, Regieübung mit Michael Haneke
- 2017 ALLES AM ARSCH, Regie,  E3 Ensemble, Das OFF Theater Wien
- 2018 LILIOM.CLUB, Regie Ernst Kurt Weigel, bernhard ensemble, Das OFF Theater Wien
- 2019 Ich Will, Regie,  E3 Ensemble, Das OFF Theater Wien
- 2020 THE.HELDENPLATZ.THING, Regie Ernst Kurt Weigel, bernhard ensemble, Das OFF Theater Wien
- 2020 Die grauenvolle Entdeckung des Jakob Levy Moreno, Regie Ernst Kurt Weigel, bernhard ensemble, Das OFF Theater Wien

## Preise und Nominierungen
- 2015 Nestroy Nominierung für Pension in Europa, Regie Martin Gruber, aktionstheater ensemble, Beste Off-Produktion
- 2018 Nestroy Nominierung für LILIOM.CLUB, Regie Ernst Kurt Weigel, das.bernhard.ensemble, Beste Off-Produktion
- 2013 Jungwild-Preis für Zuckerwattewolken